# Un fou s'en va-t-en guerre
Un fou s'en va-t-en guerre (Up in Arms) est un film musical américain en Technicolor réalisé par Elliott Nugent, sorti en 1944. 
Il s'agit du remake du film de 1930 : Whoopee!.

## Synopsis
Les péripéties d'un garçon d'ascenseur un tantinet hypocondriaque qui réussit à décrocher un poste dans un hôpital avec l'espoir d'obtenir ainsi plus aisément des consultations médicales. Il sympathise avec de charmantes infirmières. Hélas ! La guerre avec les Japonais le rattrape et il se retrouve propulsé dans le Pacifique où il finit plus ou moins héroïquement, à la mode hollywoodienne de l'époque.

## Fiche technique
- Titre original : Up in Arms
- Titre français : Un fou s'en va-t-en guerre
- Réalisation : Elliott Nugent
- Scénario : Don Hartman, Allen Boretz et Robert Pirosh
- Direction artistique : Stewart Chaney, Perry Ferguson
- Costumes : Miles White
- Photographie : Ray Rennahan
- Son : Fred Lau
- Montage : Daniel Mandell, James E. Newcom
- Musique : Max Steiner (non crédité)
- Direction musicale : Louis Forbes
- Chorégraphie : Daniel Dare
- Production : Samuel Goldwyn
- Société de production : The Samuel Goldwyn Company
- Société de distribution : RKO Radio Pictures
- Pays d'origine :  États-Unis
- Format : couleur (Technicolor) - 35 mm - 1,37:1 - Son mono
- Genre : Film musical, comédie
- Durée : 106 minutes
- Dates de sortie : 
  -  États-Unis : 17 février 1944
  -  France : 17 septembre 1948

## Distribution
- Danny Kaye : Danny Weems
- Dana Andrews : Joe Nelson
- Dinah Shore : infirmière Lt. Virginia Merrill
- Constance Douling : infirmière Lt. Mary Morgan
- Dorothy Patrick : Goldwyn Girl (non créditée)
- Louis Calhern : colonel Phil Ashley
- Margaret Dumont : Mme Willoughby

## Récompenses et nominations
- Oscars 1945 : Nomination à l'Oscar de la meilleure musique de film